# Port Stephens
Port Stephens est une grande baie de 104 km2 située à 160 kilomètres au nord de Sydney en Nouvelle-Galles du Sud en Australie. L'entrée de la baie est marquée de part et d'autre par deux collines volcaniques. 

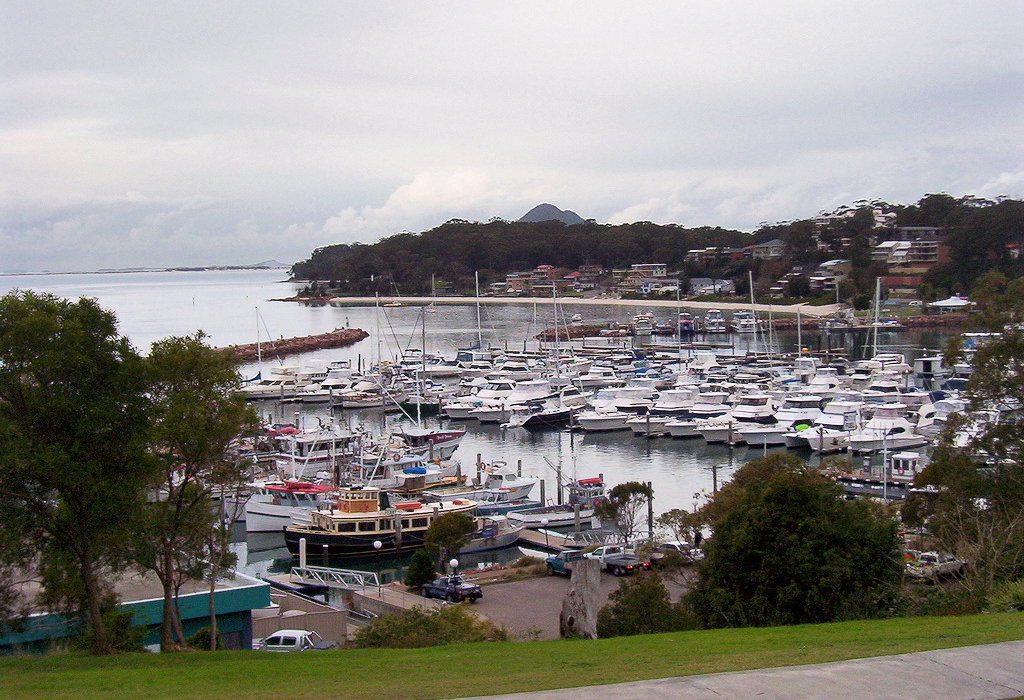
Le port de Nelson Bay dans la baie de Port Stephens.

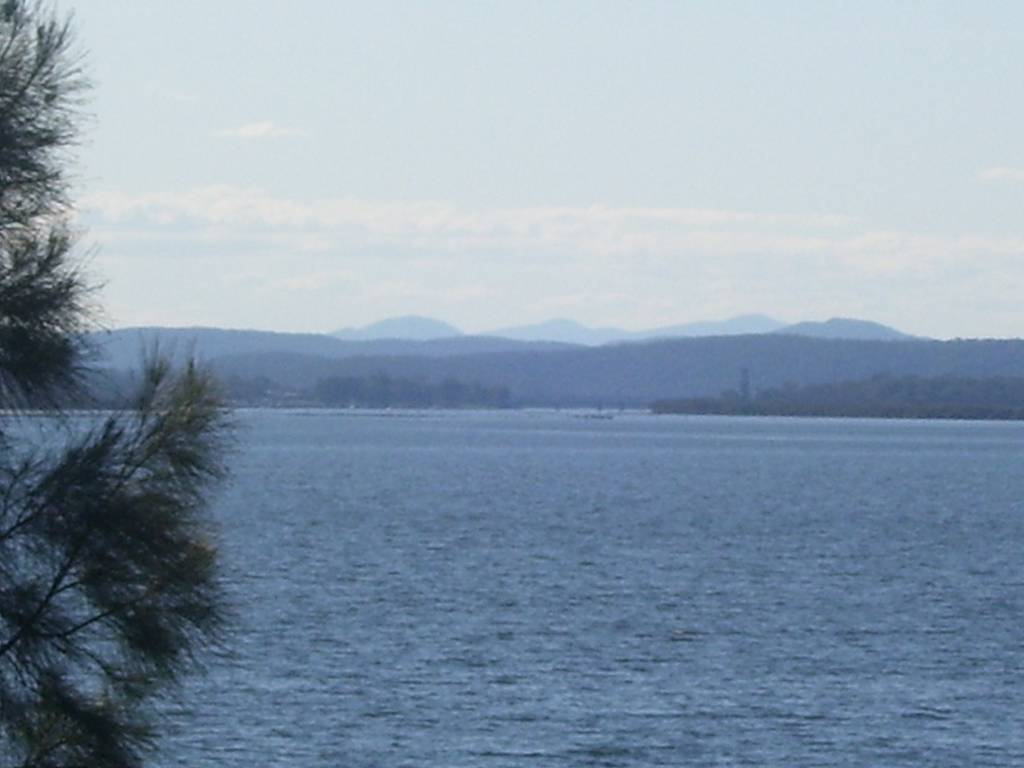
L'embouchure de la Karuah dans la baie de Port Stephens.

La baie doit son nom au capitaine James Cook qui l'a baptisée le 11 mai 1770 du nom du Ministre de la marine (Secretary to the Admiralty), Sir Philip Stephens qui était son ami personnel et qui l'avait recommandé pour diriger l'expédition. 
La baie contient de nombreux hauts-fonds et bancs de sable mais elle est en général suffisamment profonde pour pouvoir accueillir de grands navires comme le Queen Mary qui y a mouillé pendant la Seconde Guerre mondiale.
Les rivières Myall et Karuah se jettent dans la baie.
En raison de la pauvreté des sols entourant la baie, il n'y a pas eu de développement urbain dans la région contrairement à port Jackson, la baie de Sydney. La seule ville importante dans la région est Newcastle à 45 kilomètres au sud-ouest à l'embouchure de la Hunter River. 
Autour de la baie, se trouvent un certain nombre de villages servant de port de pêche, de lieux de vacances ou de retraites comme Corlette, Hawks Nest, Lemon Tree Passage, Mallabula, Nelson Bay, North Arm Cove, Salamander Bay, Shoal Bay, Soldiers Point et Tanilba Bay.